# 関東マツダ
株式会社関東マツダ（かんとうマツダ）は、茨城県・栃木県・千葉県を除く東京都、埼玉県、群馬県、神奈川県の関東地方4都県を営業エリアとするマツダの直営ディーラー。尚、同じ東京に本社を置く「東京マツダ」はメーカー直営ではない地元資本による完全な別会社である。

## 概要
マツダ5チャンネル化政策の失敗によりマツダは経営危機に陥り、全国の販売会社も同じような状況であった。フォード・モーター主導での経営再建が行われる中、販売体制も大改革が行われた。
- 1998年12月 - マツダアンフィニ関東・マツダアンフィニ東京・マツダアンフィニ南東京・マツダアンフィニ西東京・マツダアンフィニ北東京の5社の本社機能を、板橋区のマツダアンフィニ関東（存続会社はマツダアンフィニ東京）に統合する。
- 1999年 - 埼玉マツダ（メーカー資本）とマツダアンフィニセントラル（旧埼玉セントラルマツダ→ユーノスセントラル・アンフィニセントラル。セントラル自動車技研が経営）が合併。社名を「埼玉マツダ」とする[2]。
- 2000年3月 - マツダアンフィニ横浜（神奈川県唯一のメーカー資本会社）がマツダアンフィニ港北（一部旧ユーノス店の受け皿会社）を吸収合併。
- 2000年10月 - マツダオート群馬とマツダアンフィニ群馬の合併により、群馬マツダが発足。
- 2001年4月1日 - 埼玉マツダとマツダアンフィニ埼玉の合併により、（新）埼玉マツダが発足。
- 2002年3月1日 - マツダアンフィニ関東・マツダアンフィニ北東京が（新）埼玉マツダと合併し、「株式会社関東マツダ」が設立される。
- 2003年
  - 2月1日 マツダアンフィニ横浜を合併。
  - 4月1日 群馬マツダ・マツダアンフィニ東京を合併。1都3県の販売会社として「新生」関東マツダがスタートする。東京・神奈川と埼玉・群馬の2地区に分け、カンパニー制を導入する。
- 2011年10月1日 - 全店舗の呼称を関東マツダに統一する。それに伴い、地域ごとにあったHPを統合サイトに一本化する。
- 2013年11月 - 東京エリアの洗足店（旧アンフィニ南東京+ユーノス南東京洗足店）を、デザイン本部の監修の下で店舗改装リニューアルを実施。今後全国展開予定の「新世代店舗」のパイロット版とする。
- 2015年1月 - 東京エリア 目黒碑文谷店をデザイン本部の監修の下、建築家谷尻誠デザイン・設計により新世代店舗への建替リニューアルを実施[3]。
- 2016年11月 - 東京エリア 高田馬場店（旧アンフィニ東京高田馬場店）の新世代店舗への建替リニューアルを実施。洗足店・目黒碑文谷店とともに「マツダブランドの発信・体験拠点」と位置づけ、1999年に閉鎖した「マツダロータリー世田谷」に代わる、首都圏のマツダのショールーム機能を持たせている。
- 2017年1月 - 板橋区の本社ビル（旧アンフィニ関東本店）の建て替えのため本社機能を北区田端6丁目の田端ASUKAタワーに一時移転。
- 2019年7月 - 新本社ビル竣工および本社再移転実施。新本社ビルは新世代店舗になっている。洗足店・目黒碑文谷店・高田馬場店とともに「マツダブランドの発信・体験拠点」と位置づけ、4店舗で東京23区内をカバーして首都圏からブランド価値を発信する役割を持たせている。
- 2020年7月 - 墨田店が新世代店舗への建替を完了。

## 販売店

### 京浜カンパニー
- 東京エリア
- 神奈川エリア

### 埼群事業本部
- 埼玉エリア…埼玉県さいたま市大宮区桜木町4-345
- 群馬エリア…群馬県前橋市天川大島町1-10-2

## 補足
- 営業エリア内の「東京マツダ販売」「湘南マツダ」は、独立資本のディーラーである。
- かつてマツダ本体で、東京都国立市で重整備・板金センター「オートアトリエ」を直営していたが、2004年に清算され関東マツダにて運営されていた。2014年に閉店し、跡地は再開発された。